# Y&T
Y&T (původně Yesterday & Today) je americká hardrocková a heavymetalová skupina, založená na začátku 70. let 20. století v Oaklandu v Kalifornii. Kapela prodala více než 4 miliony alb po celém světě.
Baskytarista Phil Kennemore zemřel 7. ledna 2011 na karcinom plic.

## Diskografie

### Studiová alba
- Yesterday & Today (1976)
- Struck Down (1978)
- Earthshaker (1981)
- Black Tiger (1982)
- Mean Streak (1983)
- In Rock We Trust (1984) US #46
- Down for the Count (1985)
- Contagious (1987)
- Ten (1990)
- Musically Incorrect (1995)
- Endangered Species (1997)
- Facemelter (2010)

### Živá alba
- Open Fire (1985)
- Yesterday & Today Live (1991)
- BBC in Concert: Live on the Friday Rock Show (2000)

### Kompilace
- Best of '81–'85 (1990)
- Anthology (1992)
- Ultimate Collection (2001)
- Unearthed Vol 1 (2003)
- Unearthed Vol 2 (2004)